# トライアンフ (戦列艦・3代)
|          | |
| 艦歴     | |
| 発注:    | 1757年5月21日 |
| 建造:    | ウリッジ工廠 |
| 進水:    | 1764年3月3日 |
| その後:  | 1850年解体 |
| 性能諸元 | |
| 全長:    | 砲列甲板：172ft（52.4m） 竜骨：139ft （42.4m）                                                                        |
| 全幅:    | 49ft8in（15.1m） |
| 喫水:    | 22ft5in (6.8m) |
| 機関:    | 帆走（3本マストシップ）                                                                                               |
| 兵装:    | 74門： 下砲列：32ポンド(15kg)砲28門 上砲列：24ポンド(11kg)砲30門 後甲板：9ポンド(4kg)砲10門 船首楼：9ポンド(4kg)砲2門 |

トライアンフ（HMS Triumph）はイギリス海軍の1764年3月3日にウリッジ工廠で進水した74門艦3等戦列艦。
1797年にはキャンパーダウンの海戦に参加し、1805年のフィニステレ岬の海戦ではロバート・カルダー提督の指揮下にあった。
トライアンフは1813年以降港湾配備になったが、1850年までは解体されなかった。